# 猪崎

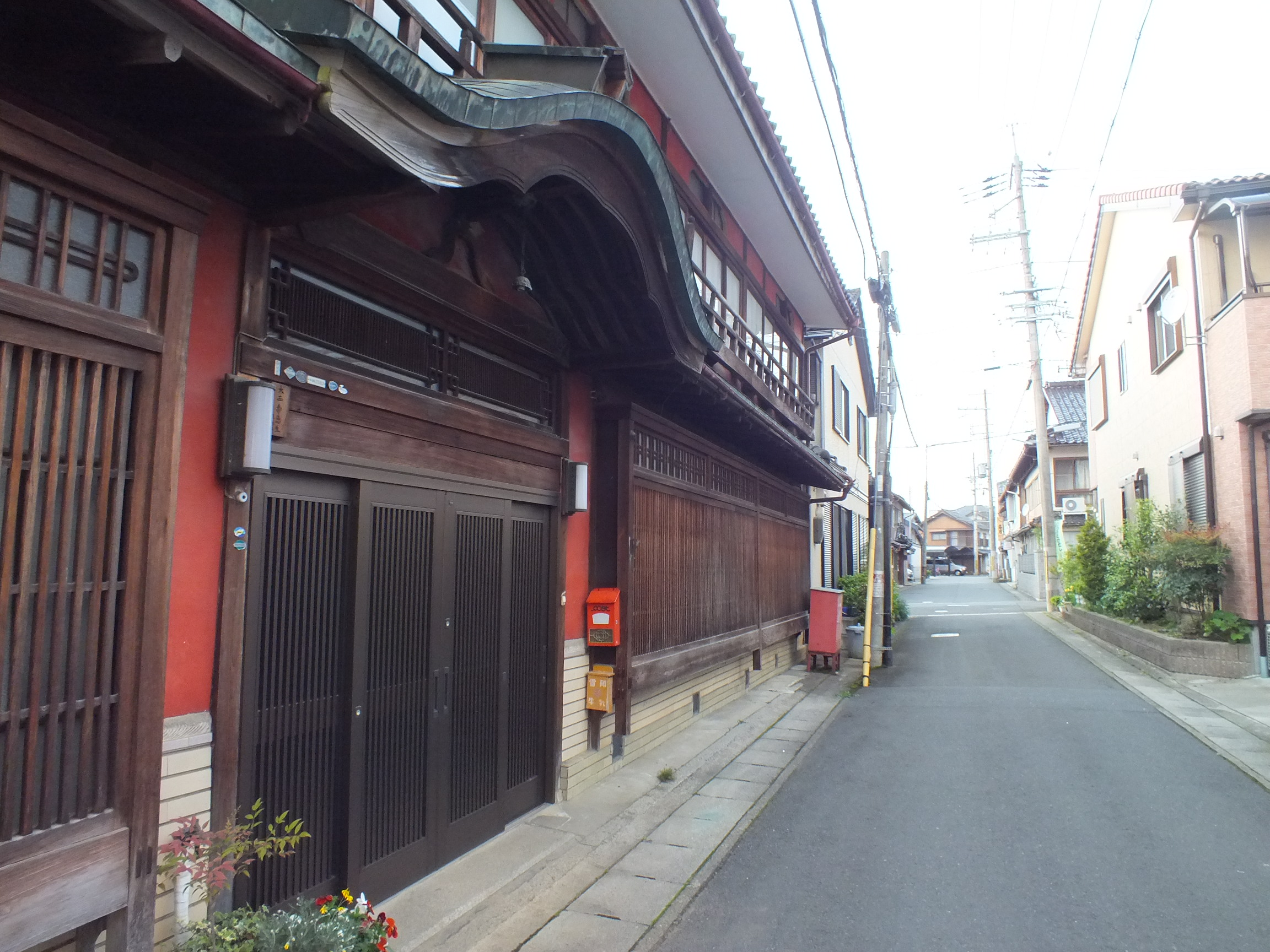
現在も猪崎新地当時の面影を残す建物と猪崎の町並み

猪崎（いざき）は京都府福知山市の地名。市街地の東北、由良川の音無瀬橋下流側右岸一帯の城山の麓に碁盤の目のように形成されている。東側には三段池公園がある。

## 歴史
猪崎にはかつて遊廓が存在していた。当初は1877年（明治10年）に現在の音無瀬橋下流左岸の堤防上、下柳町付近の貸座敷12軒がその始まりとされる。このため「土手の町」、「土手町」などと呼ばれた。1896年（明治29年）8月30日の大水害で大きな被害を受け、全滅する。3年後の1899年1月、当時は村落であった現在地に移転し「猪崎新地」と呼ばれ、猪崎は福知山の遊郭の代名詞となる。明治末期には芸妓30名、娼妓100名を擁し、大正末期には妓楼78軒、娼妓160名となりピークを迎える。
1898年（明治31年)、大阪から移駐した歩兵第20旅団司令部と歩兵第20連帯を常連とし賑わい、また神戸や姫路から足を運ぶ客もいた。猪崎遊廓の特徴は各地で禁止されていた張り見せ（遊女が店頭に座り客をとること）が行われていた。遊廓移転される当時、福知山に学校建設が持ちかけられたが地元住民は学校より利益になる遊廓を選択し、それに便乗し貸座敷経営に転向した村人が相次いだ話が残されている。大正期をピークに1937年（昭和12年）では62軒、150人に減少した。それでも遊廓は営業を続け、1958年（昭和33年）3月、売春防止法施行によって遊廓は廃止され現在は住宅地へと変貌したが遊廓時代の建物が一部残されている。

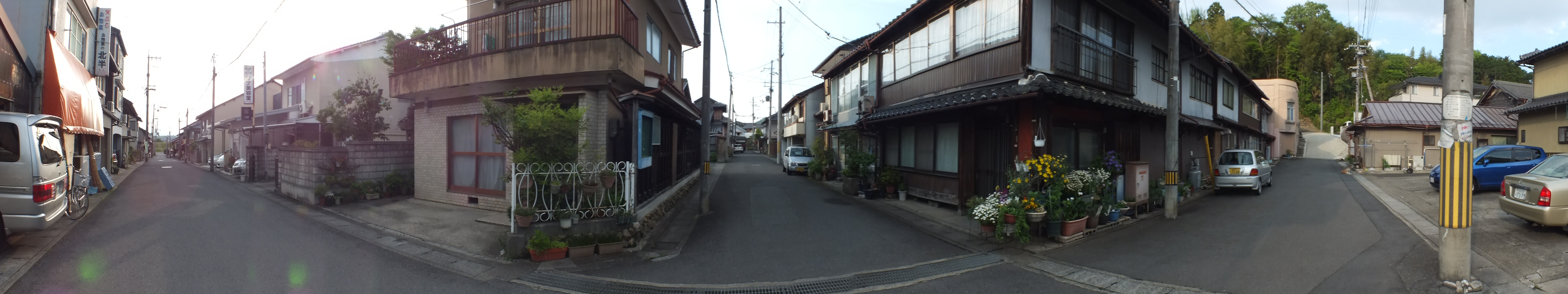
細い路地が縦横に交差する碁盤の目のような猪崎の町並み

## 現存する猪崎の町並み

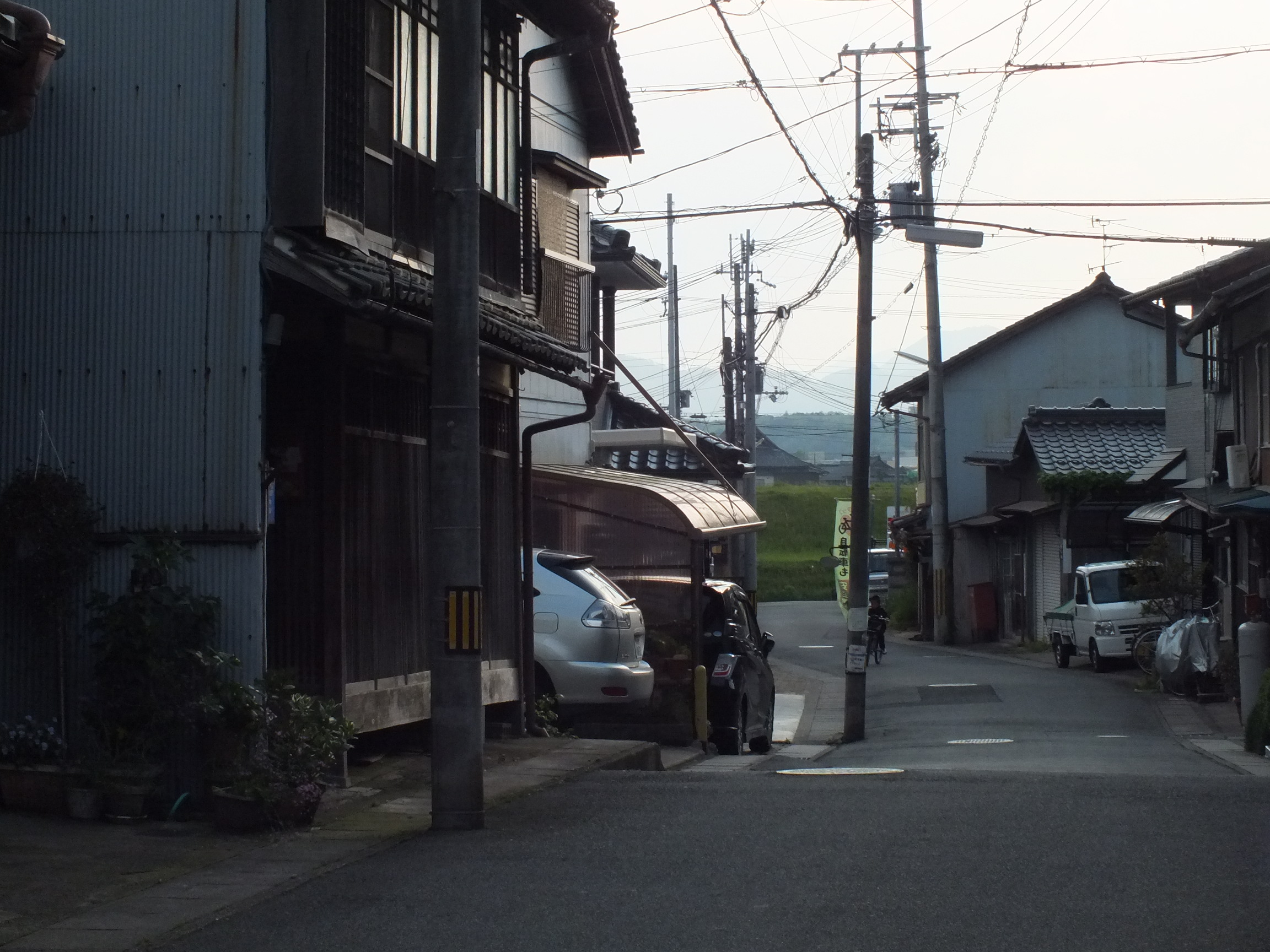
猪崎のメイン通り入り口付近。
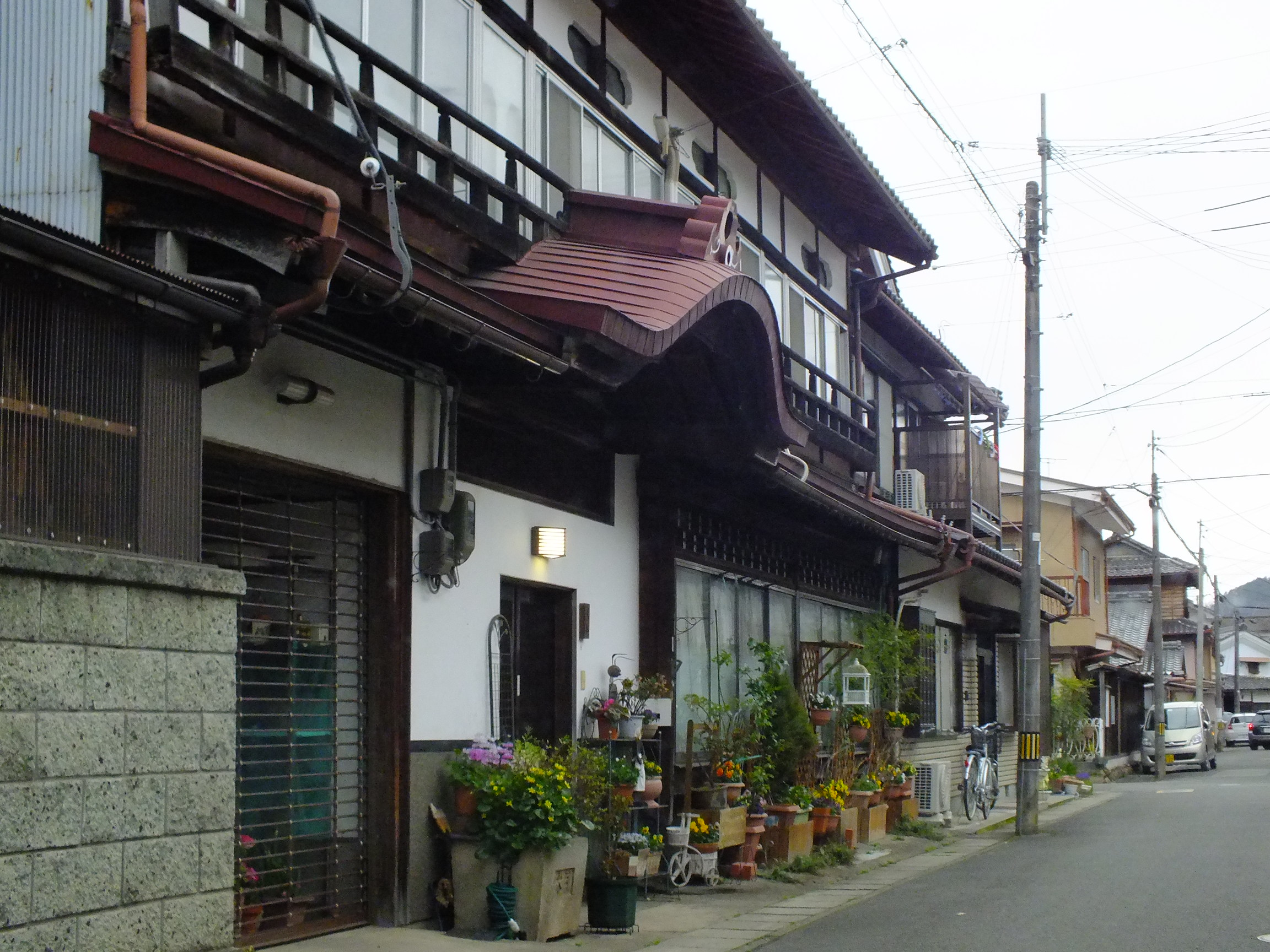
風格ある建物が現存する。
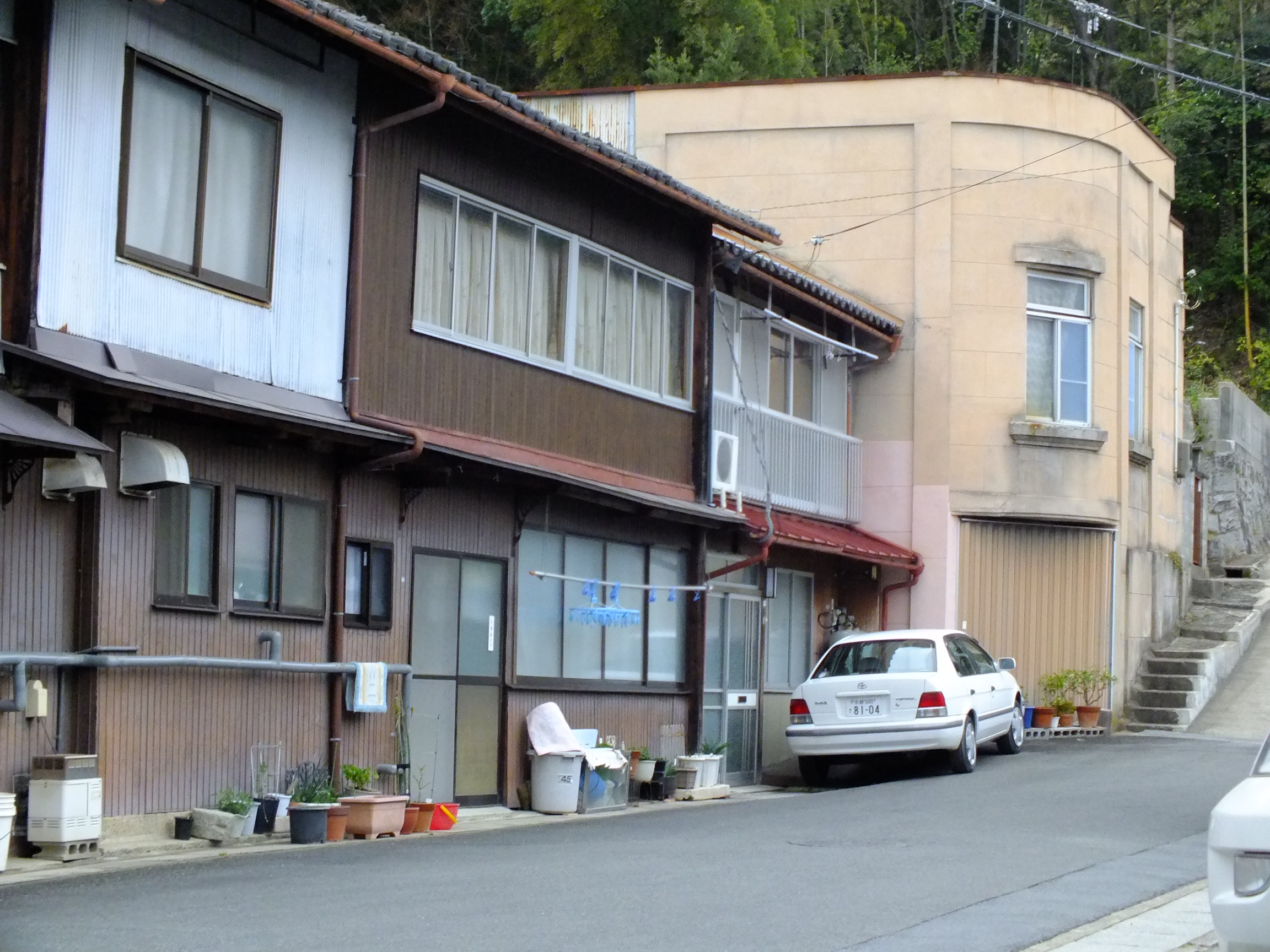
洋館風の建物も見られる。
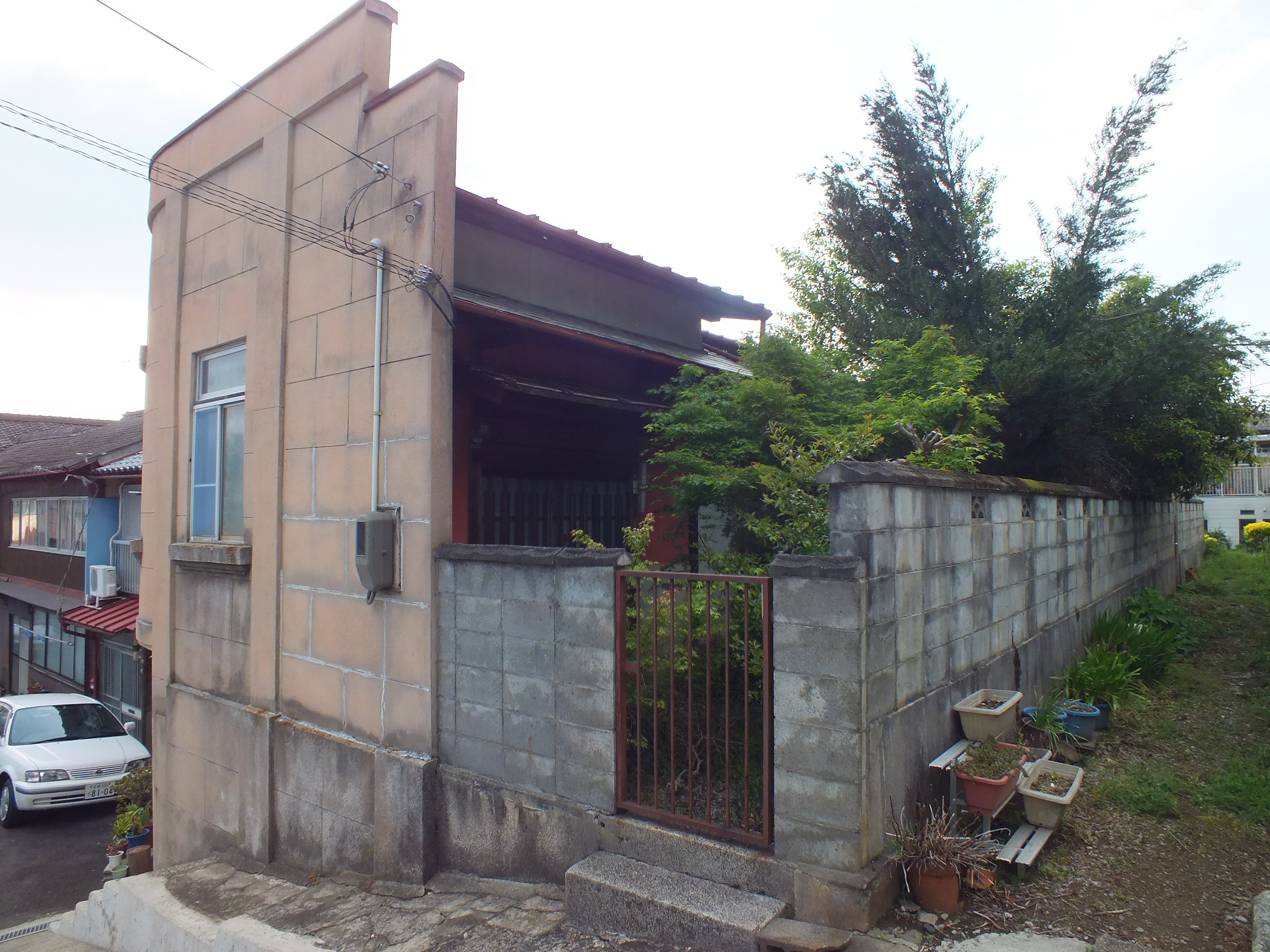
左記の洋館風に見える建物の裏側。
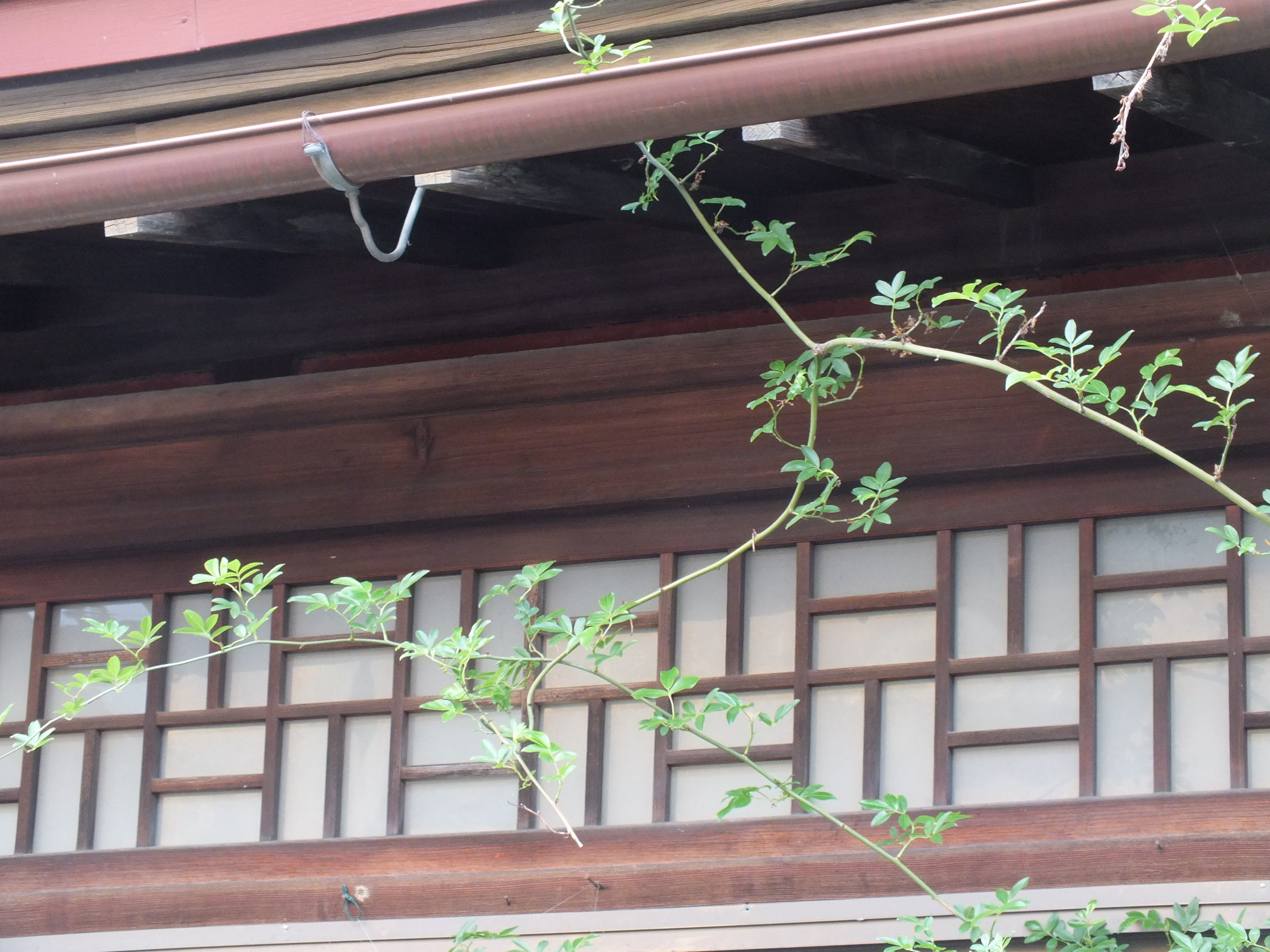
遊郭らしい装飾窓。
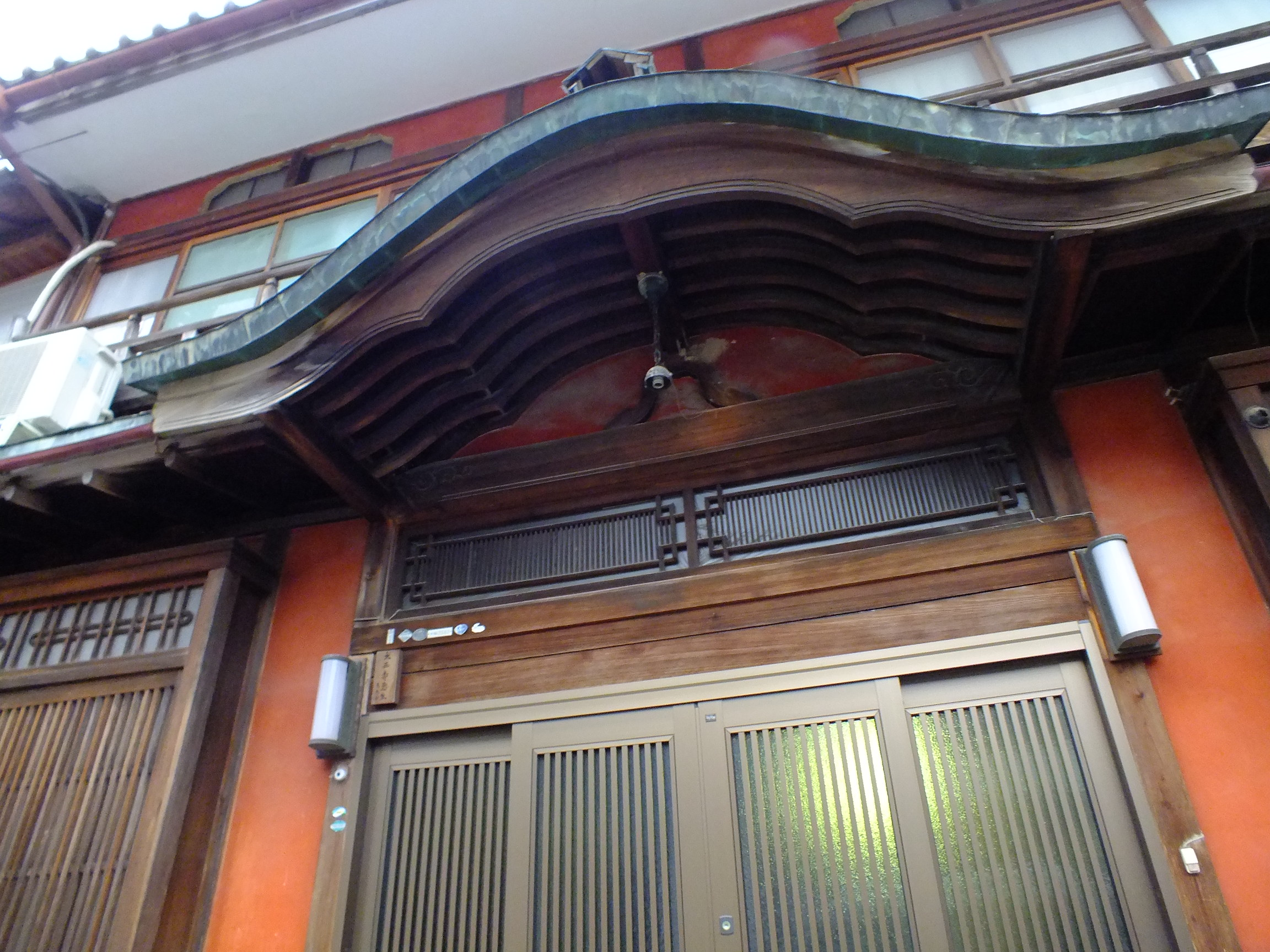
かつて遊郭として使われていた建物の玄関。